# Beri-beri
Beri-beri – choroba układu nerwowego, której przyczyną jest niedobór witaminy B1. 
Witamina B1 (tiamina) odgrywa istotną rolę w przemianie węglowodanów – umożliwia prawidłowe spalanie glukozy. Przy jej niedoborze w ustroju gromadzą się mleczany i kwas pirogronowy, co powoduje kwasicę mleczanową. Współcześnie najczęstszą przyczyną niedoboru witaminy B1 jest długotrwałe spożywanie alkoholu, co prowadzi do zmniejszenia jej wchłaniania. Inne przyczyny obejmują stosowanie furosemidu i operacje oraz choroby układu pokarmowego.
Beri-beri występuje w trzech postaciach:
- suchej (przewlekłej) – dominują objawy ze strony układu nerwowego
- mokrej (ostrej) – dochodzi do uszkodzenia układu sercowo-naczyniowego
- piorunującej (ang. Shoshin beriberi) – występują zaburzenia jak w postaci mokrej, lecz są one o wiele cięższe. W przypadku podania witaminy B1 do poprawy dochodzi nawet w ciągu kilku minut.

W przebiegu suchej postaci choroby dochodzi do polineuropatii obwodowej i porażeń. W postaci mokrej i piorunującej występują obrzęki, prawostronna niewydolność serca z normalnym lub podwyższonym rzutem serca, zaburzenia metaboliczne, hipotensja, tachykardia i niewydolność serca, a czasami nawet niewydolność wielonarządowa. Leczenie polega na suplementacji tiaminy.
Podczas badań nad chorobą beri-beri Kazimierz Funk odkrył i wyodrębnił witaminę B1 w roku 1912. Odkrytą substancję nazwał witaminą, tworząc podstawy nauki o witaminach.